# Antonio Zoppetti
Antonio Zoppetti (Milano, 1965) è un saggista italiano, studioso di linguistica e dell'interferenza dell'inglese sulla lingua italiana.

## Biografia
Nato a Milano nel 1965, si è laureato in Filosofia presso l’Università degli studi di Milano. Nel 1993, per la Editel di Milano ha curato il riversamento in cd-rom de Il Dizionario della lingua italiana di Giacomo Devoto e Gian Carlo Oli, il primo completo dizionario digitale commercializzato in Italia. Negli anni Novanta ha realizzato altre varie opere pionieristiche di editoria digitale in cd-rom e multimediali (banche dati cinematografiche, enciclopedie e archivi elettronici letterari) come curatore e come autore. Negli anni Duemila ha dato vita a progetti culturali in Rete come il sito Linguaggio Globale (attivo dal 2000 al 2015, nel 2004 vincitore del “Premio Alberto Manzi” per la comunicazione educativa) e il primo blog italiano dedicato ai giochi di scrittura collettivi (attivo dal 2002 al 2012, nel 2003 premiato al concorso Scrittura mutante presso il Salone del libro di Torino). Autore di libri di narrativa, saggistica e linguistica, dal 2017 si occupa soprattutto dell’interferenza della lingua inglese sull'italiano.

## Attività
L'attività di ricerca e divulgazione di Antonio Zoppetti è incentrata sullo studio della presenza degli anglicismi nella lingua italiana. Attraverso il libro Diciamolo in italiano, sulla linea di quanto aveva fatto Annamaria Testa (autrice della prefazione), ha denunciato con preoccupazione e un certo allarmismo il rischio dell'itanglese e l’aumento delle parole inglesi negli ultimi 30 anni attraverso le analisi dello spoglio dei dizionari e di altri parametri di frequenza statistica. Successivamente ha pubblicato in Rete il Dizionario AAA (Alternative Agli Anglicismi), un sito e una comunità che si arricchisce attraverso le segnalazioni dei lettori. Attualmente questo lavoro costituisce il più ampio tentativo di classificazione delle parole inglesi non adattate che circolano nella lingua italiana (oltre 3.600) affiancate dalle alternative e dai sinonimi in uso o possibili. Da questa impresa, nel 2018 ha tratto il libro L’etichettario. Dizionario di alternative a 1.800 parole inglesi. Dopo la denuncia dell’anglicizzazione dell’italiano e la costituzione di questi strumenti per favorire la circolazione delle alternative italiane, nel 2019 ha fondato la comunità degli "Attivisti dell’italiano", sul portale Italofonia.info, che ha lo scopo di frenare l’anglomania attraverso un uso consapevole della nostra lingua. In un terzo libro sull'argomento, Lo tsunami degli anglicismi, ha messo in correlazione il fenomeno dell'itanglese con i cambiamenti storico-sociali del secondo dopoguerra, la globalizzazione e l'avvento di internet, interpretando l'aumento degli anglicismi come un “effetto collaterale” dell'espansione dell'inglese come lingua internazionale. 

## Opere

### Linguistica
- Meglio l'italiano o l'itanglese? Linee guida sull'uso di anglicismi nella comunicazione trasparente (Milano: Mind edizioni, 2024).
- Lo tsunami degli anglicismi. Gli effetti collaterali della globalizzazione linguistica (Firenze: GoWare, 2023).
- Dubbi grammaticali: La guida per evitare gli errori più diffusi (Milano: Mind edizioni, 2023).
- Come non sbagliare mai più un congiuntivo. Né confonderlo con un condizionale (Milano: Mind edizioni, 2023).
- L’etichettario, Dizionario di alternative italiane a 1800 parole inglesi (Firenze: Franco Cesati Editore, 2018).
- Diciamolo in italiano. Gli abusi dell’inglese nel lessico dell’Italia e incolla (Milano: Hoepli, 2017).
- SOS congiuntivo for Dummies (Milano: Hoepli, 2016).
- “Storia della lingua italiana”, in Italiano nella scuola secondaria (Napoli: Edises 2016, Parte terza, pp. 211-320).
- L’italiano for Dummies (Milano: Hoepli, 2014).
- Blog. PerQueneau? La scrittura cambia con Internet (Roma: Luca Sossella, 2003).
- Il dizionario della lingua italiana di Giacomo Devoto e Gian Carlo Oli (Milano: Editoria Elettronica/Le Monnier, 1993, versione in cd-rom a cura di A. Zoppetti).

### Narrativa
- Gentile editore io non demordo (Milano: RGB 2006).
- Laura immaginaria (Palomar: Bari, 2004).

### Altri interventi culturali
- La sostituibilità degli anglicismi con corrispettivi italiani (Speciali lingua Treccani)[5]
- I forestierismi nei dizionari: quanti sono e di che tipo (sito Treccani)[6]
- L’inglese nell’italiano: espansione per ibridazione (sito Treccani)[7]

## Premi e riconoscimenti
- 2004 Premio Alberto Manzi (per la comunicazione educativa).
- 2003 Premio Scrittura Mutante, Biblioteca Multimediale della Città di Settimo Torinese.